# Cis flavitarsis
Cis flavitarsis es una especie de coleóptero de la familia Ciidae.

## Distribución geográfica
Habita en Nueva Zelanda.